# Stockholms stadsfullmäktiges diskussionsklubb
Stockholms stadsfullmäktiges diskussionsklubb (även SDK) var en informell diskussionsklubb för ledamöter av Stockholms stadsfullmäktige, bildad 1891 och nedlagd 1951.
Bland dess tidigare ordförande märks Gustaf Hultman och Wilhelm Lagerholm.